# スティーヴン・ブライアント
スティーヴン・ブライアント（Steven Bryant、1972年5月28日 - ）は、アメリカ合衆国の作曲家、指揮者。

## 経歴
アーカンソー州リトルロックに生まれ、トランペット奏者であり吹奏楽団の指導もしていた父親の影響で音楽の道を志す。ワシタ・バプテスト大学でウィリアム・フランシス・マクベスに、北テキサス大学でシンディ・マクティに、ジュリアード音楽院でジョン・コリリアーノに師事する。2000年代初頭には、同じくコリリアーノのもとで学んでいたエリック・ウィテカー、ジョナサン・ニューマン（Jonathan Newman）、ジム・ボニー（James Bonney）とともに作曲家集団 "BCM International" を立ち上げている。
公式の紹介文では、ブライアントの作品を構成する要素を「リリシズム、不協和音、静寂、テクノロジー、ユーモア」と形容している。作風は作品に応じて多様で、手がけるジャンルも管弦楽をはじめ室内楽、合唱など幅広いが、特に吹奏楽の分野における作品が高く評価されている。また電子音楽の要素を取り入れた作品を多く作曲しているのも特徴的である。2010年に全曲が完成した「ウィンドアンサンブルのための協奏曲」を、コリリアーノは「すべての小節に作曲のヴィルトゥオジティが表れている」と評した。

## 受賞歴
- ウィリアム・レヴェリ作曲コンテスト - 2007年（レイディアント・ジョイ）、2008年（スイート・ドリームス）、2010年（エクスタティック・ウォーターズ）
- オストウォルド賞 - 2014年（アルト・サクソフォン協奏曲）

## 主な作品
- ルース・イド　Loose Id for Orchestra（1996）
- パロディ組曲
  - インパーシネイションズ　ImPercynations（2002）
  - スイート・ドリームス　Suite Dreams（2007）
  - メタマーチ　MetaMarch（2003）
  - チェスター・リープス・イン　Chester Leaps In（1997）
- モンキー　Monkey（1997）
- アルケミー・イン・サイレント・スペーシズ　Alchemy in Silent Spaces (Wind Ensemble 2000-01/Orchestra 2006)
- スタンピード　Stampede（2003）
- ダスク　Dusk（2004/2008）
- レイディアント・ジョイ　Radiant Joy（2006）
- エクスタティック・ウォーターズ　Ecstatic Waters（wind ensemble and electronics, 2008）
- アクシス・ムンディ　Axis Mundi（2009）
- ウィンドアンサンブルのための協奏曲　Concerto for Wind Ensemble（2007-2010）
- エクスタティック・ファンファーレ　Ecstatic Fanfare（2012）
- ピアノ協奏曲　Concerto for Piano and Orchestral Winds（2012）
- アルト・サクソフォン協奏曲　Concerto for Alto Saxophone（2014）
- イン・ディス・ブロード・アース　In This Broad Earth（2015）